# Loodna
Loodna est un village de la commune de Märjamaa du comté de Rapla en Estonie.